# Walisische Badmintonmeisterschaft 1990
Die Walisische Badmintonmeisterschaft 1990 fand in Cardiff statt. Es war die 38. Austragung der nationalen Titelkämpfe im Badminton in Wales.

## Titelträger
| Disziplin    | Sieger                         |
| ------------ | ------------------------------ |
| Herreneinzel | Andrew Spencer                 |
| Dameneinzel  | Rachele Edwards                |
| Herrendoppel | Andrew Spencer Lyndon Williams |
| Damendoppel  | Caroline Grice Cathy Vigar     |
| Mixed        | Philip Sutton Caroline Grice   |